# Пудил, Милош
Ми́лош Пу́дил (чеш. Miloš Pudil; 7 апреля 2005, Супиковице) — чешский футболист, полузащитник пражской «Славии».

## Клубная карьера
Пудил начал свою карьеру в местных командах «Татран Супиковице» и «Есеник», а затем перешёл в пражскую «Славию» в 2019 году. 24 февраля 2022 года Пудил дебютировал за «Славию» в матче Лиги конференций УЕФА, против «Фенербахче» (3:2).

## Карьера в сборной
В июле 2020 года Пудил дебютировал за сборную Чехии до 16 лет на Мемориальном кубке Франтишека Харашты. В сентябре 2021 года дебютировал за юношескую сборную до 17 лет на Кубке Сыренки.